# Siegfried Loeschcke
Siegfried Loeschcke (1883-1956) est un archéologue et céramologue allemand.
Il a contribué à la typologie de la céramique sigillée en établissant trois nouvelles formes, désignées « Haltern » ou « Ha. » d'après le nom du site d'Haltern am See.

## Famille
Il est le fils de Georg Loeschcke et sa première femme Katharina Jäger.
Il a une sœur et cinq frères, dont le théologien Gerhard Loeschcke (de) (1880–1912), le pathologiste Hermann Loeschcke (de) (1882–1948) et l'écrivain Reinhard Loeschcke (1887–1920).

## Biographie
Il naît le 16 mai 1883.
En 1909 il obtient son doctorat à l'université de Bonn, avec sa thèse Keramische Funde in Haltern basée sur ses recherches du site d'Haltern am See.
Il monte une expédition à Alexandrie avec Ernst von Sieglin (de).
De 1910 à 1912 il obtient une bourse de voyage de l'Institut archéologique allemand.
Il fouille le site d'Augusta Treverorum (la Trèves romaine) de 1926 à 1934, sous l'égide de la Notgemeinschaft der Deutschen Wissenschaft (Association de sauvetage de la science allemande).

## Typologie de la sigillée

### La forme «Haltern» ou « Ha. »
Sa thèse de doctorat établit une typologie pour certaines formes de sigillée à partir de son étude de la céramique du site d'Haltern am See. Il lui donne le nom-type « Haltern », souvent abrégé « Ha. »

### Les ensembles appareillés (services)
Il est le premier à décrire des services, ou ensembles de plats appareillés par leurs formes et leurs profils, à partir de certaines sigillées unies de type arétin de Haltern. Loeschcke y détermine quatre types de services, numérotés de I à IV - les types III et IV étant des variantes des deux premiers. Le service I est caractérisé par une lèvre pendante ; le service II par une lèvre en bandeau. Le service III est dérivé du service I, avec une lèvre convexe simple remplaçant la lèvre pendante du service I C. 

Il semble que les tailles des éléments de ces services soient standardisées : les plats ont un diamètre de 47, 37, 30 et 20 cm (bien qu'il soit malaisé de différencier entre les plats les plus petits et les assiettes sur la base de leurs tailles) ; les assiettes ont un diamètre de 17 à 18 cm et les soucoupes 10 cm ; les diamètres des bols vont de 8 à 14 cm.
Au sein de ces services, certaines formes sont plus courantes que d'autres. Par exemple les formes « plat/assiette » et bol des séries I et II sont très fréquentes, mais les bols des services III et IV sont nettement plus fréquents que les plats et assiettes de ces mêmes services.
Les services I et II de Haltern se trouvent à la Graufesenque (Condatomagus) dans la première moitié du Ier siècle ; puis les ensembles, ou services, de type arétin disparaissent sous Claude (41-54 apr. J.-C.) ; mais le principe de services reparaît à la Graufesenque vers l'année 70, avec une céramique « gaulisée » : ce ne sont plus des imitations de sigillée arétine mais des pièces de conception entièrement gauloise et qui incluent au moins coupe, assiette et petit plateau à piédestal, démontrant un haut niveau de technicité et de standardisation y compris dans les calibrages qui restent pratiquement identiques d'un service à l'autre. H. Vernhet en signale six nouvelles séries pour cette époque. Deux empilements de pièces pratiquement intactes sont retrouvés à l'atelier de Terre-Franche dans un dépotoir du IIe siècle, avec les différents plats s'encastrant les uns dans les autres pour former des piles - ce qui suggère fortement l'idée d'ensembles appareillés ou services.
Soixante ans après la publication de Loeschcke et à la lumière des fouilles des années 1960 et 1970, Goudineau réajuste et complète les services définis par S. Loeschcke.
Service II de Haltern par Loeschcke, revu par Goudineau
- plat 2 : forme Drag. 17 : Goudineau 26
- tasse 8 AB : forme Ritt. 5 : Goudineau 27
- tasse 12 : forme Drag. 24/25 : Goudineau 38
- plat 36 : forme Drag. 15/17 : Goudineau 28

Service III de Haltern par Loeschcke, revu par Goudineau
- tasse 10 : forme Drag. 23 : Goudineau 29
- tasse 11 : forme Drag. 27 : Goudineau 32
- tasse 13 : forme Ritt. 8 : Goudineau 35
- tasse 15 AB : forme Ritt. 9 : Goudineau 41

## Publications
- (de) Siegfried Loeschcke, Keramische Funde in Haltern: Ein Beitrag zur Geschichte der augusteischen Kultur in Deutschland, Münster, Aschendorff, 1909, 190 p.
- (de) Siegfried Loeschcke, Lampen aus Vindonissa. Ein Beitrag zur Geschichte von Vindonissa und des Antiken Beleuchtungswesens, Zürich / Frankfurt am Main, éd. Beer / Joseph Baer & Cie, 1919, 358 p..
- (de) Siegfried Loeschcke, Die Erforschung des Tempelbezirkes im Altbachtale zu Trier, Berlin, 1928.
- (de) Siegfried Loeschcke, Denkmäler vom Weinbau aus der Zeit der Römerherrschaft an Mosel, Saar und Ruwer, Trèves, Deutsches Weinmuseum, 1933.
- (de) Siegfried Loeschcke, Die römische und die belgische Keramik aus Oberaden, Das Römerlager in Oberaden, II, Dortmund, 1942.